# Квятковский, Евгениуш
Евгениуш Квятковский (пол. Eugeniusz Kwiatkowski, 30 декабря 1888, Краков — 22 августа 1974, там же) — польский экономист-реформатор, инженер-химик, государственный деятель (вице-премьер, министр экономики, промышленности и торговли межвоенной Польши).
Создал 4-летний инвестиционный план, который предусматривал строительство инфраструктуры, увеличение оборонного потенциала государства, подготовку фундаментов для будущего развития промышленности, вместе с активизацией Центрального промышленного округа. Инициировал строительство порта и города в Гдыне. Сделал существенный вклад в возникновение промышленного города Сталёва-Воля (ныне Подкарпатское воеводство).
Сделал большой вклад в развитие польской химической промышленности: в частности, создания химических заводов в Хожуве и Тарнуве.

## Детство и молодость
Отец Евгения – юрист, был чиновником Краковской железной дороги. После получения наследства после брата переехал вместе с семьей в Черниховцы возле Збаража.

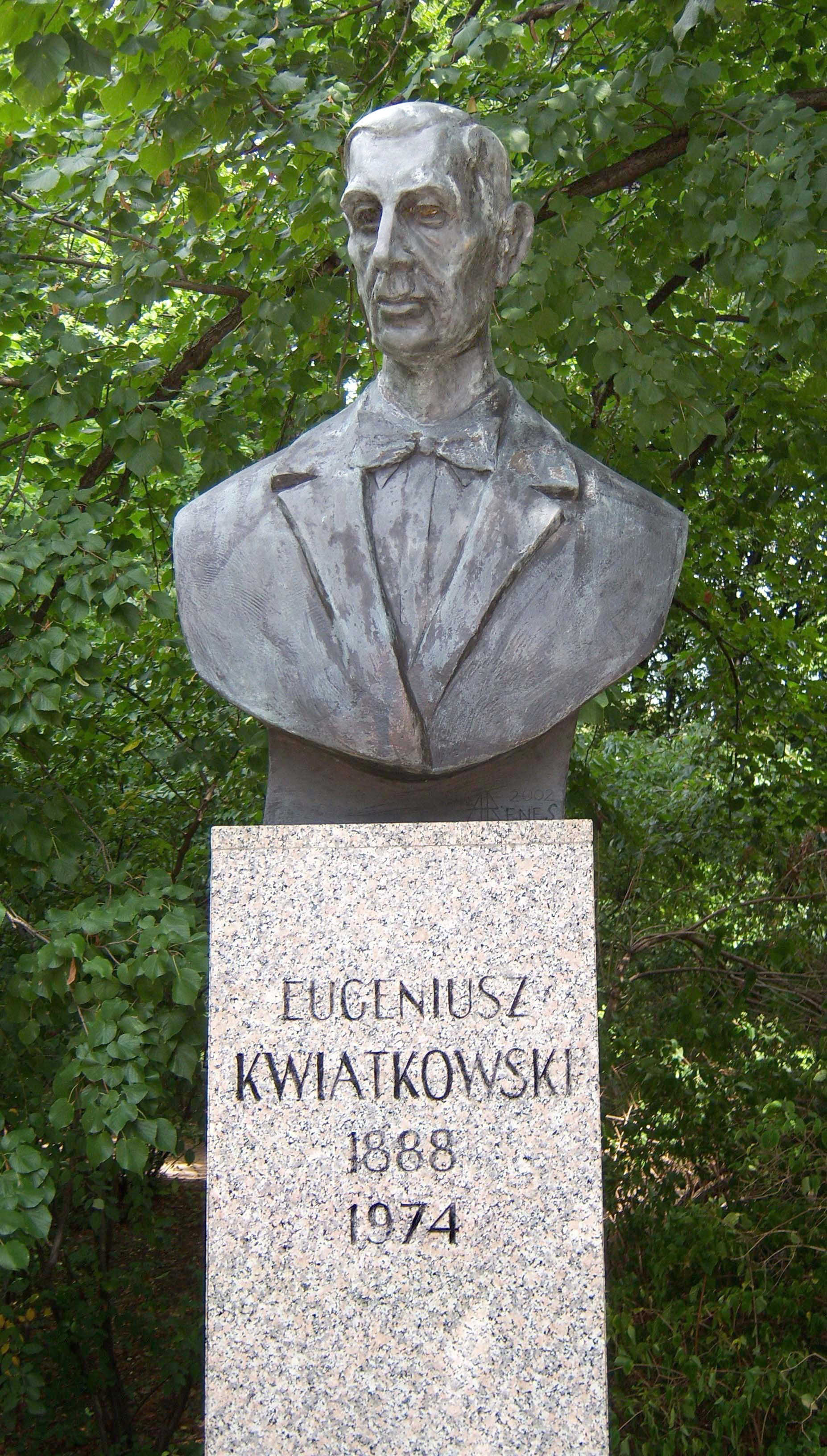
Бюст Евгениуша Квятковского в парке Лазенки (Варшава)

Именно в Черниховцах прошло детство Евгения (он здесь жил вместе со старшим братом Романом и сестрами Яниной и Софией).
В 1898 году начал обучение в Гимназии Франца Иосифа (Львов).
В 1902 начал обучение в Гимназии отцов Иезуитов в Хырове, известной высоким уровнем образования и патриотическим воспитанием молодежи. После смерти отца (1903) воспитание сына взяла на себя мать. Получил аттестат зрелости в 1907 году.
В 1907-1910 – успешно учился на факультете технической химии Львовской политехники. Участвовал в деятельности польских подпольных студенческих самостоятельных организаций.
В 1910-1912 – продолжил обучение в Мюнхене.
В 1913 году вернулся во Львов, работал в городской газовой котельной. В сентябре женился на Леокадии, с которой имел трое детей: Яну (1914-1939), Анну (умерла 26 июня 2007) и Еву.
Во время Первой Мировой войны воевал в Польских легионах, занимался также конспиративной работой в Польской военной организации.
Во время Польско-советской войны 1920 года работал в Главном управлении обеспечения армии (химическая секция) Министерства военных дел Польши. В 1921 демобилизовался в ранге поручика.

## Политическая деятельность
Ещё во время I Мировой войны работал заместителем директора Люблинской газовой котельной. Затем, в звании доцента, преподавал газовое дело в Варшавской политехнике. Как инженер-химик в 1921 году занял должность технического директора в Государственной фабрике нитратов в Хожуве (генеральным директором тогда был будущий президент Игнаций Мосцицкий). На протяжении 4 лет привел фабрику к процветанию, хотя принял её без документации (вывезена немцами) и технического персонала.
После Майского переворота 1926 года президент Польши Игнаций Мосцицкий рекомендовал его на должность министра промышленности и торговли в правительстве Казимира Бартеля.
Был широко известен как автор концепции развития морской торговли и строитель порта в Гдыне.
В 1931—1935 гг. работал на должности директора Государственных фабрик нитратов в Хожуве и Мосцицах.
С октября 1935 до 30 сентября 1939 работал в должности вице-премьера и министра экономики в кабинетах Марьяна Зиндрам-Косцяловского и Фелицияна Славоя-Складковского. Был автором и координатором проекта создания Центрального промышленного округа.
В результате поражения Польши в сентябрьской кампании 1939 года вместе с правительством покинул Польшу 17 сентября 1939 года.

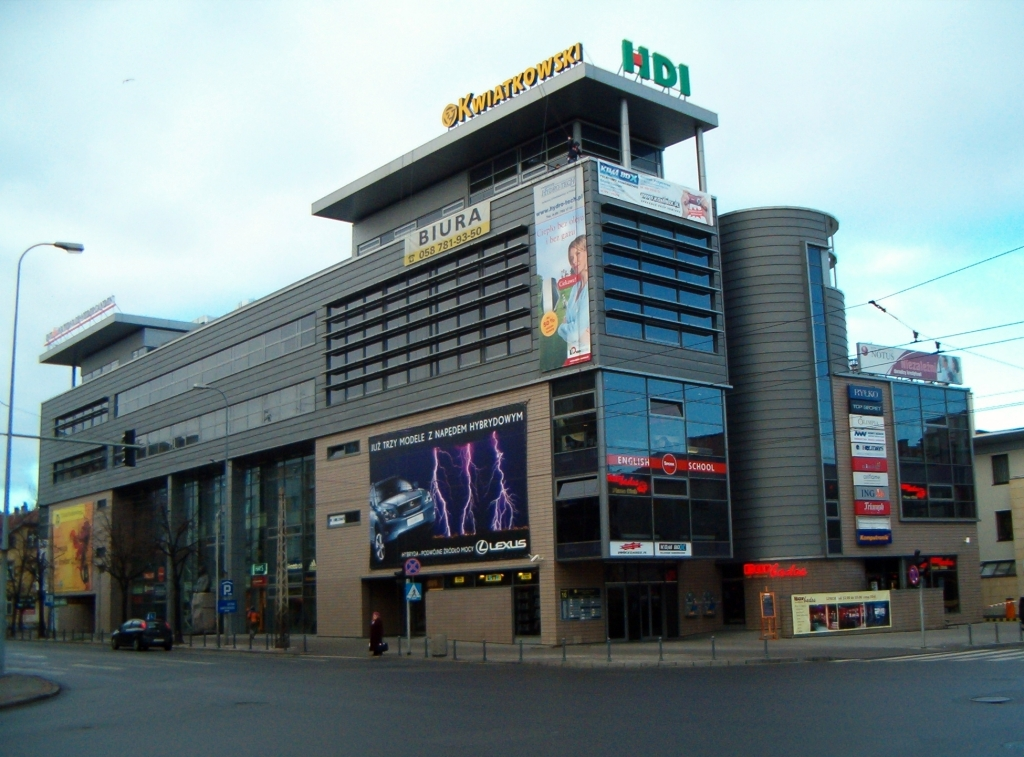
Торговый центр «Квятковский» в Гдыне

В 1939—1945 был интернирован в Румынию. После войны вернулся в Польшу, в 1945-1948 был Делегатом правительства по делам Побережья. Тогдашняя власть хотела использовать его опыт и менеджерские способности. Но быстро стало очевидным, что в Польше крепнет коммунистический строй, а Квятковский не хотел признавать новую идеологию. В конце концов в 1948 году его перевели на принудительную пенсию.
В 1947—1952 годах был депутатом Сейма.
В 1948 году ему запретили публичную деятельность и пребывание на Побережье и в Варшаве. Квятковский занялся научной работой по химии, экономике и истории.
Жил в Кракове, где и умер. Похоронен на Раковицком кладбище в Кракове.

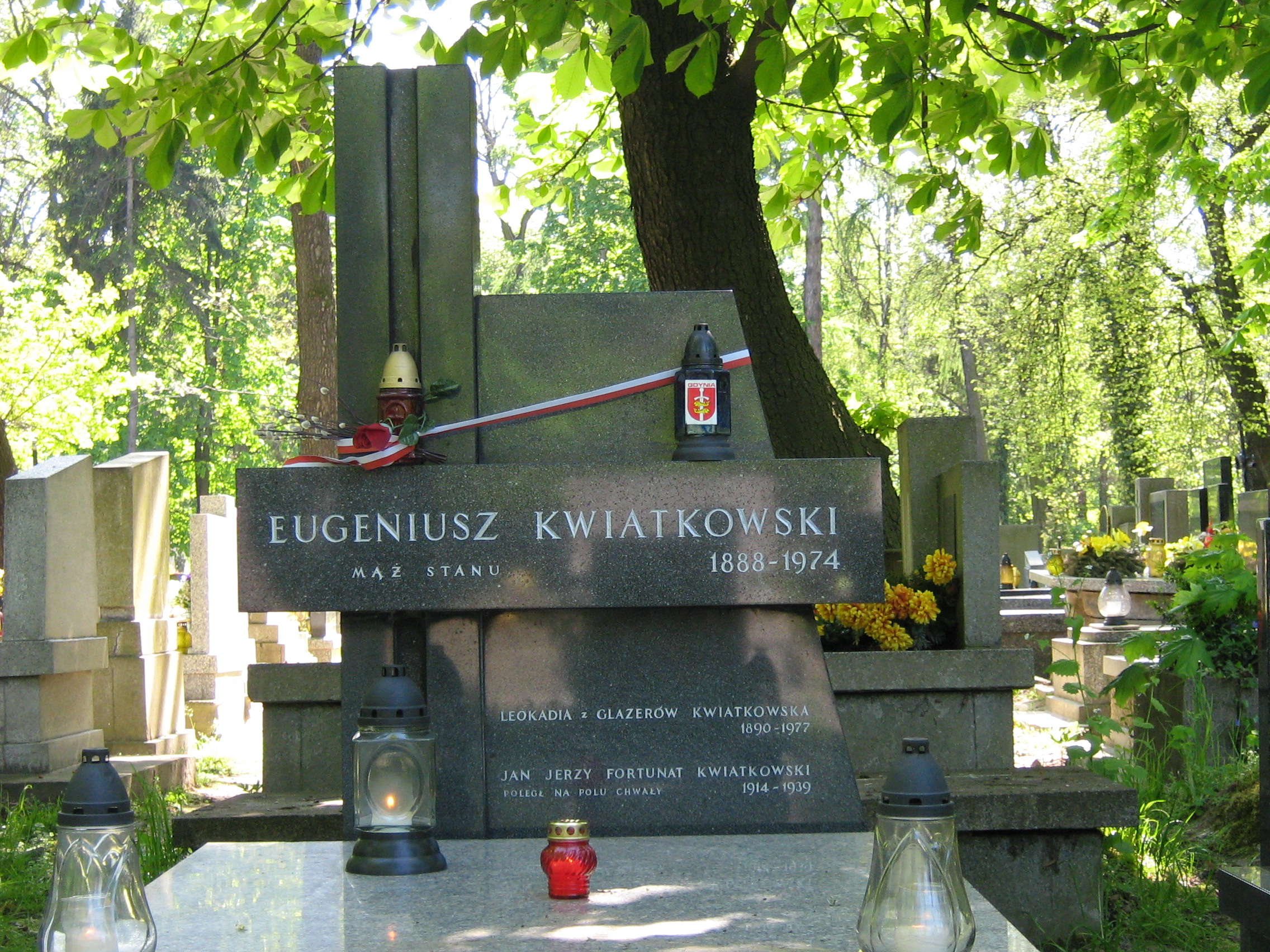
Надгробие Е. Квятковского на Раковицкому кладбище в Кракове

## Наследие и организации его имени
Квятковского в Гдыне считают одним из самых заслуженных в плане развития города деятелей. Благодаря ему началось строительство Гдыньского порта, который для II Речи Посполитой стал окном в мир. Польша обязана ему также развитием своего торгового флота. По его инициативе возник Дальнеморской рыболовный флот.
Имя Квятковского имеет крупнейший частный ВУЗ в Поморье – Высшая школа администрации и бизнеса в Гдыне.
В Экономическом университете (Краков) ежегодно присуждают премию им. Квятковского за выдающиеся заслуги в экономической науке.
Исследованием наследия Е. Квятковского и реализацией проектов, созвучных с его идеями и концепциями, занимается Фонд им. Евгениуша Квятковского в Гдыне.